# 強酸性電解水
強酸性電解水（きょうさんせいでんかいすい）は、次亜塩素酸(HClO)を主成分とした水溶液であり、水に塩化ナトリウムを電解質として加え、イオン交換膜を介して電気分解したとき、陽極側に生成する強酸性を示す電解水で、強い殺菌作用がある。機能水の1つとされ、強酸性水とも呼ばれる。
食品添加物(殺菌料）に指定され、強酸性次亜塩素酸水と呼ばれている。なお陰極側の水溶液は強アルカリ性電解水と呼ばれ、実態としては水酸化ナトリウム水溶液であり、油脂等の有機物除去効果がある。
生成装置は、次亜塩素酸を含有する水を生成する装置として「JIS B 8701次亜塩素酸水生成装置」が2017年10月20日に制定された。
また、消毒の用途で医療機器に認可されている物もある(医療機器コード：70477000,3562800）。

## 小史
1987年に強酸性電解水生成装置が誕生し、すぐれた殺菌・消毒剤として広く用いられるようになった。1990年には、強電解水歯科領域研究会が発足し、後に日本口腔機能水学会となった。
強酸性電解水は厚生労働省によって、生成装置が1996年に、手術者及び介助者の手指消毒、1997年に消化器内視鏡洗浄消毒の用途で、医療機器として認可され、2002年には生成装置とセットで次亜塩素酸水として食品添加物に認可された(詳細は次亜塩素酸水を参照）。

## 使用
生成装置から生成したものを直接流水として使用する。生成装置にの基準については「JIS B 8701　次亜塩素酸水生成装置」を参照。
食品添加物として使用する場合は、最終食品の完成前に除去することと厚生省告示により定められている。
機器から直接、規定濃度のものを生成し使用するので、次亜塩素酸ナトリウムのように使用濃度に希釈する手間が無く、使用濃度が低いことから人体や廃棄に伴う環境への安全性が高いことが特徴的である。従来の消毒剤に使用される薬剤よりも、人体への安全性が高い（細胞毒性が低い）とみられており、手洗いに使用した際も手荒れが起こりにくいと考えられている。
いっぽうで電解水により布を洗浄したところ漂白作用がみられ、次亜塩素酸ナトリウムによるものと考えられた。

## 殺菌作用
| 微生物                                               | 強酸性 電解水 | 0.1% NaCIO |
| ---------------------------------------------------- | ------------- | ---------- |
| Staphylococcus aureus （黄色ブドウ球菌）             | <5秒          | <5秒       |
| S.epidermidis                                        | <5秒          | <5秒       |
| Pseudomonas aeruginosa （緑膿菌）                    | <5秒          | <5秒       |
| Escherichia coli （大腸菌）                          | <5秒          | <5秒       |
| Salmonella sp. （サルモネラ菌）                      | <5秒          | <5秒       |
| その他の栄養型細菌                                   | <5秒          | <5秒       |
| Bacillus cereus （セレウス菌）                       | <5分          | <5分       |
| Mycobacterium tuberculosis （結核菌）                | <2.5分        | <5分       |
| 他の抗酸菌                                           | <1-2.5分      | <2.5-30分  |
| Candida albicans （カンジダ菌）                      | <15秒         | <15秒      |
| Trichophyton rubrum （トリコフィトン）               | <1分          | <5分       |
| 他の真菌                                             | <5-60秒       | <5秒-5分   |
| エンテロウイルス                                     | <5秒          | <5秒       |
| ヘルペスウイルス                                     | <5秒          | <5秒       |
| インフルエンザウイルス                               | <5秒          | <5秒       |
| 0.1%NaCIOは、次亜塩素酸ナトリウム（ミルトン©）を使用 |               |            |

強い殺菌作用を持ち、その殺菌基盤は次亜塩素酸(HClO)で、他に過酸化水素(H2O2)やヒドロキシラジカル(・OH；OHラジカル）が存在する。
一般的な消毒で用いる次亜塩素酸ナトリウム水溶液はアルカリ性であるため、ClO-（次亜塩素酸イオン）が主成分であり、強力なHClO（次亜塩素酸）はあまり含まれていない。
対して、酸性である強酸性電解水ではHClO（次亜塩素酸）が主成分であり、有効塩素濃度40ppmの強酸性電解水の殺菌活性は、1000ppmの次亜塩素酸ナトリウムと同等かそれ以上である。
酸性を示す以外は、瞬時の殺菌作用、幅広い殺菌スペクトルなど、次亜塩素酸ナトリウムと同様な特徴がある。ただ、その殺菌能力は血液など有機物によって減退するので、殺菌を行う前には、汚物や表面の汚れなど有機物を洗浄し十分に除去しておくことが重要である。
4℃でも殺菌力があるが、10℃以下ではバチルス属に対する殺菌力が低くなる。便器に散布すれば、殺菌できるため雑菌の繁殖を防止し防臭が可能となる。
農産業では、減農薬、病害対策、連作障害に応用されている。畜産動物の消毒にも用いられる。
生野菜を除菌する効果は、水道水との比較で強酸性水のほうが明らかに除菌効果が高かった。O-157を殺菌可能である。

## 医学分野
中国では「強酸性電解水皮膚病治療装置器」の特許が登録されている。
1995年の報告では、21例の幼児のアトピー性皮膚炎の患者に、二重盲検法で超酸性水か水道水を霧吹きで噴霧し1週間後に観測したところ、超酸性水を使ったほうのみ皮膚症状の減少が有意であった（効果がないわけではないの意味）。1997年の報告では、二重盲検法で水を噴霧し1週間後に観察したところ、水道水11例は症状に変化がなく、強酸性水11例には症状に改善が見られた。2001年1月に小児科医療の専門誌に、患者23例に対する二重盲検法による2週間にわたる臨床研究を行ったところ、強酸性水を使った13例中の10例に症状の改善が見られたと報告された。  
歯科医療では、エビデンスの集積をはかり医学書が出版されており、多くはアルカリ性電解水と組み合わせて、術前後の手洗い、医療器具や、歯ブラシ・歯間ブラシの殺菌、口臭抑制、根管洗浄、歯周組織の洗浄など多岐にわたって活用でき、メリットとしても独特の病院臭の原因である薬剤を用いずに済み、多剤耐性菌の出現もなく、人や自然にやさしいという側面がある。
酸性であるので、歯を浸潤させエナメル質を溶かす程度を計測したところ、確かに歯を脱灰させるがその程度は少ないため、通常の洗口では可逆範囲である。洗口剤として利用した強酸性水は、水道水より著しく口臭の発生を抑制し、生理食塩水よりも歯肉ポケット内のプラークを殺菌することが確認された。歯の根管の洗浄液として臨床で応用が可能であるという研究報告がある。